# La Presa, Villa Victoria
La Presa är en ort i Mexiko.   Den ligger i kommunen Villa Victoria och delstaten Mexiko, i den sydöstra delen av landet, 100 km väster om huvudstaden Mexico City. La Presa ligger 2 592 meter över havet och antalet invånare är 176.
Terrängen runt La Presa är varierad. Runt La Presa är det ganska tätbefolkat, med 144 invånare per kvadratkilometer. Närmaste större samhälle är Amanalco de Becerra, 15,9 km söder om La Presa. I omgivningarna runt La Presa växer huvudsakligen savannskog.